# Alois Ausobsky

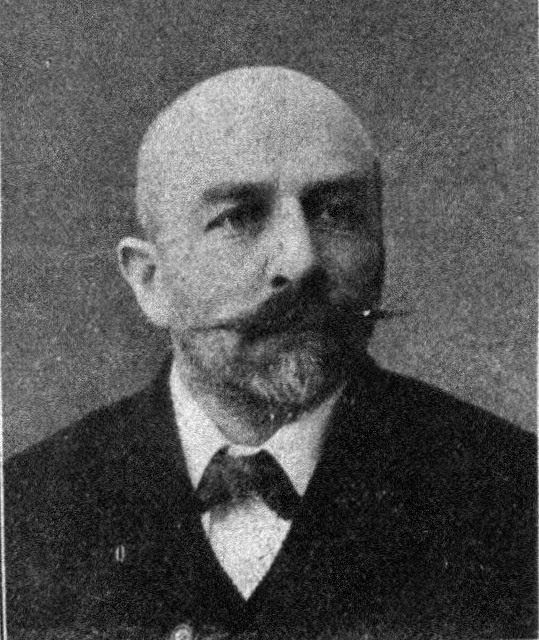
Alois Ausobsky, vor 1907

Alois Ausobsky, auch Louis Ausobsky, Luis Ausobsky und Alois Ausobski (* 10. Februar 1863 in Wien; † 27. April 1927 in Graz) war Drechsler, Redakteur, Gewerkschaftssekretär und Abgeordneter zum Österreichischen Abgeordnetenhaus.

## Leben
Alois Ausobsky wurde in der Burggasse 38 geboren und in der Pfarre St. Ulrich getauft. Seine Eltern waren der Tischler Johann Ausobsky († 1886) und Antonia geb. Becker. Sie heirateten am 28. Mai 1955. Er ging in eine Volksschule in Hernals (seit 1892 zur Stadt Wien gehörig) und besuchte danach einen vierjährigen Kurs an der Fachschule der Drechsler in Wien. Nach der Drechslerlehre wurde er Drechslergehilfe. Ab 1890 war er Redakteur bei verschiedenen Publikationen der Sozialdemokratie und Parteiagitator. Ab 1897 war er Herausgeber und Redakteur vom „Fachblatt der Drechsler“. Ab 1902 war er Redakteur der „Gleichheit“ in Wiener Neustadt. Im Jahr 1904 wurde er Sekretär der sozialdemokratischen Gewerkschaftskommission in Graz, ab 1905 auch Landesparteisekretär der Steiermark. Von 1910 bis 1927 war er stellvertretender Chefredakteur des „Arbeiterwille“ in Graz.
Alois Ausobsky war von 1906 bis 1914 und von 1917 bis 1918 Gemeinderat und 1907, 1912, 1913 und von 1919 bis 1927 Stadtrat von Graz. In den Jahren 1914 und 1917 bis 1919 war er Vizebürgermeister von Graz.
Alois Ausobsky ist römisch-katholisch geboren, konvertierte aber im Jahr 1902 zum evangelischen Glauben A. B. Ab 1895 war er verheiratet mit Wilhelmine Trötzmüller, mit der er 2 Söhne und 3 Töchter hatte.

## Politische Funktionen
Alois Ausobsky war von 1907 bis 1911 Abgeordneter des Abgeordnetenhauses im Reichsrat (XI. Legislaturperiode), Wahlbezirk Steiermark 5: Städte Mariazell, Aflenz, Bruck an der Mur, Kapfenberg, Frohnleiten, Deutschfeistritz, Übelbach Markt, Kindberg Markt, Kindberg Land, Krieglach, Mitterdorf, Wartberg, Leoben, St. Peter bei Leoben, Trofaiach, Mürzzuschlag, Langenwang

## Klubmitgliedschaften
Alois Ausobsky gehörte dem Klub der deutschen Sozialdemokraten im Verband der sozialdemokratischen Abgeordneten an.